# Chrysopelea paradisi
Chrysopelea paradisi és una espècie de serp arborícola de la família Colubridae pròpia del sud-est asiàtic capaç de planejar i fer girs en l'aire per aconseguir diferents posicions en el sostre arbori. Jake Socha va descobrir que aquesta espècie és capaç de desplegar les seves costelles i aplanar-se per augmentar l'ample del seu cos, fins a duplicar-ho, i augmentar així l'eficàcia del planatge.